# Живко Гълъбов
Живко Спасов Гълъбов е български учен – географ, професор по физическа география и геоморфология в Софийския университет „Св. Климент Охридски“, член-кореспондент в Българска академия на науките. Основава Института по география при БАН. Председател е на Националния комитет по география и на Българското географско дружество.

## Биография
Роден е на 22 юни 1908 г. в Пловдив. Баща му Спас Гълъбов е юрист, роден в Каратаир. Родът на майка му е от Копривщица. Завършва класическата гимназия в Пловдив. Започва да учи география в Софийския университет. Една година е стажант-учител в Пловдив и в София. Дипломира се през 1937 г. Работи като сътрудник в Централния метеорологически институт в София. По препоръка на проф. Димитър Яранов и със стипендия „Проф. Анастас Иширков“ е изпратен на специализация в Сорбоната, в Лабораторията по физическа география и динамична геология при проф. Емануел дьо Мартон. Взема участие в геоморфоложки изследвания в Южна Франция и в Централното Френско плато. Изучава развитието на географията в Западна Европа и теоретичните ѝ концепции.
Умира на 7 декември 1993 г. в София.

### Научна дейност
През 1938 г., след завръщането си в България, е поканен от проф. Димитър Яранов за доброволен асистент в Географския институт при Софийския университет. Започва научните си изследвания в Родопите. През 1941 г. е избран за частен доцент по физическа география с хабилитационен труд "Върху тектониката и морфологията на родопския дял Карабалкан. През 1943 г. е изпратен в новооснования Скопски университет. В резултат на развилите се събития по време на Втората световна война, през 1944 г. трудно успява да се завърне в България. През 1946 г. с хабилитационен труд „Същност и съдържание на физикогеографския процес“ е избран за редовен доцент по физическа география в Софийския университет. От октомври 1946 г. е ръководител на катедрата по Физическа география. През 1948 г. е избран за член-кореспондент в Българска академия на науките. През 1950 г. е избран за професор и става замастник-декан на Историко-филологическия факултет. С негова намеса, през 1951 г. е основан Биолого-геолого-географския факултет, на който става пръв декан. Назаначен е и за директор на Географския институт при БАН, където ръководи секцията по физическа география. От 1973 г. е ръководител на Сектора по геоморфология и картография при Единния център на науките за Земята при БАН.
Активен участник е във Втория и Четвъртия симпозиум на Карпато-Балканската геоморфоложка комисия, които се провеждат в София през 1966 и 1973 г. През 1966 г. е избран за председател на подкомисията за изучаването на денудационните повърхнини.
Участва в конгресите на Международния географски съюз през 1960 г. в Стокхолм, 1964 г. в Лондон и 1976 г. в Москва. Участва в международните симпозиуми и съвещания по съвременните движения на земната кора в Лайпциг – 1962 г., Ауланко – 1965 г., Симферопол – 1967 г. и Ленинград – 1968 г. През 1967 г. участва в международния симпозиум и съвещание по приложна геоморфология в Букурещ, а през 1970 г. по литология и стратиграфия на четвъртичните наслаги в Полша. През 1969 г. участва в работата на Всесъюзното съвещание по история на кватернера и периглациална геоморфология в Москва и Якутск, както и на VI сесия на междуправителствената океанографска комисия към ЮНЕСКО в Париж.
През май 1964 г. е избран за член-кореспондент на Всесъюзното географско дружество на СССР. От 1964 до 1971 г. е председател на Българското географско дружество. През 1941, 1942 и 1953 г. е отговорен редактор на „Известия на Българското географско дружество“, а от 1947 до 1950 г. на списание „Географски преглед“. От 1985 г. е почетен член на Българското географско дружество. От 1959 до 1983 г. е председател на Националния комитет по география. От 1953 до 1974 г. е главен редактор на списание „Известия на Географския институт“ и на „Проблеми на географията в НР България“ и на „Проблеми на палеогеоморфоложкото развитие на релефа в България“. Избран е за отговорен редактор на раздела за география на Кратка българска енциклопедия и за член на Главната редакция на „Енциклопедия „България“.
Член е на:
- Специализирания научен съвет по география към Висшата атестационна комисия
- Комисията за наименуване и преименуване на обекти с национално и местно значение при Президиума на Народнот осъбрание
- Океанографската комисия при Държавния комитет за наука и технически прогрес
- Научните съвети на Геологическия институт при БАН
- Института по рибно стопанство и океанография
- Факултативния съвет на Геолого-географския факултет

Съветник е на Генералния щаб на Българската народна армия. Ръководи два големи научни колектива – за геоморфоложко картиране на страната и за комплексни географски изследвания на Източните Родопи, както и българския колектив за комплексногеографски сравнителни изследвания „Голям Кавказ – Стара планина“ (1977 – 1980) и „Източен Кавказ и Западно Закавказие – Рило-Родопски масив“ (1982 – 1985).

### Семейство
През есента на 1944 г. се жени за Летиция Павлова, дъщеря на проф. Георги Павлов.

## Отличия и награди
- През 1974 г. е удостоен с Димитровска награда.[2]